# 春岡勇二
春岡勇二（はるおか ゆうじ、1958年 - ）は、日本の編集者、映画評論家。島根県出雲市出身。

## 経歴
大阪芸術大学映像計画学科卒業。一般企業に就職後、1982年12月号から情報誌『プレイガイドジャーナル』に参加。映画担当となり、1985年からは副編集長を兼任、雑誌休刊時まで務めた。
1988年からフリーとなり、映画評論家として、主に関西を中心に活動する。
キネマ旬報ベストテン、朝日ベストテン映画祭、毎日映画コンクール選考委員。京都造形芸術大学非常勤講師（2011年~15年）、京都学園大学人間文化学部非常勤講師（現代映画論）（2004年～18年）、大阪ビジュアルアーツ専門学校講師（1999年～）。2022年から大阪芸術大学客員教授。
また、大阪・九条のミニ・シアター「シネ・ヌーヴォ」の運営委員も開館時から勤めている。

## 著書
- 『プガジャの時代』森晴樹、村上知彦、春岡勇二、ガンジー石原、山口由美子、小堀純著、大阪府立文化情報センター(編) ブレーンセンター 2008.6